# Premios American Comedy
Los Premios American Comedy (en inglés American Comedy Awards) fueron un grupo de premios entregados anualmente en los Estados Unidos para reconocer actuaciones e intérpretes en el campo de la comedia , con énfasis en la comedia televisiva y las películas de comedia . Comenzaron en 1987, anunciados como la "primera entrega de premios en homenaje a todas las formas de comedia". En 1989, después de la muerte de Lucille Ball , la estatua fue nombrada "Lucy" para honrar a la leyenda cómica.
Los premios cesaron después de 2001. NBC restableció los premios por un solo año en mayo de 2014.